# Pelidnota rubripennis
Pelidnota rubripennis är en skalbaggsart som beskrevs av Hermann Burmeister 1844. Pelidnota rubripennis ingår i släktet Pelidnota och familjen Rutelidae. Inga underarter finns listade i Catalogue of Life.